# آلبرتا وان
آلبرتا وان (انگلیسی: Alberta Vaughn؛ ‏ ۲۷ ژوئن ۱۹۰۴ – ۲۶ آوریل ۱۹۹۲) بازیگر اهل ایالات متحده آمریکا بود. وی بین سال‌های ۱۹۲۱ تا ۱۹۳۵ میلادی فعالیت می‌کرد و خواهر آدامای وان بود.
از فیلم‌ها یا برنامه‌های تلویزیونی که وی در آن نقش داشته است، می‌توان به آسمان‌خراش و کارآگاه اشاره کرد.